# Anthonie Nicolaas Molenaar
Anthonie Nicolaas Molenaar (Waddinxveen, 20 april 1888 – Den Haag, 21 november 1958) was een Nederlands hoogleraar en politicus voor de Volkspartij voor Vrijheid en Democratie (VVD).

## Levensloop
Anthonie Molenaar werd geboren als zoon van de notaris Isaac Molenaar en Hendrina Johanna Maria Verboom Soumain. Na de HBS in Leiden studeerde hij van 1910 tot 1916 rechtsgeleerdheid aan de Universiteit Leiden en promoveerde op het proefschrift Rechtskarakter der begrotingswet. Hij begon zijn carrière in 1916 als commiesgriffier ter secretarie in de gemeente Utrecht. In 1918 werd hij secretaris van het Verbond van de Nederlandsche Fabrikantenvereeniging. Van 1926 tot 1940 was hij algemeen secretaris van de Verbond van Nederlandsche Werkgevers. Van 1937 tot 1942 was hij tevens hoogleraar sociale wetgeving aan de Universiteit Leiden. Van 1940 tot 1952 was hij werkzaam als vicevoorzitter van de Verbond van Nederlandsche Werkgevers en 1946 tot 1958 was Molenaar lid Eerste Kamer der Staten-Generaal. Van 24 januari 1948 tot 15 september 1958 was de heer Molenaar fractievoorzitter van de VVD in de Eerste Kamer der Staten-Generaal. Van 1952 tot aan zijn dood functioneerde hij weer als hoogleraar aan de Universiteit Leiden.

## Persoonlijk
Op 29 december 1917 te Wassenaar trouwde Molenaar met Maria Helmina van Praag en samen hebben ze twee kinderen, een zoon en een dochter. Op 21 november 1958 overleed Molenaar in Den Haag.

## Ridderorden
- Officier in de Orde van Oranje-Nassau
- Ridder in de Orde van de Nederlandse Leeuw

## Publicaties
- "Rechtskarakter en begrootingswet" (dissertatie, 1916)
- "Arbeidsrecht" (3 delen, 1953-1958)